# Sinus hyperbolique réciproque

Courbe représentative de la fonction arsinh.

Le sinus hyperbolique réciproque est, en mathématiques, une fonction hyperbolique.

## Définition
La fonction sinus hyperbolique réciproque, ou argument sinus hyperbolique, notée arsinh (ou argsh),
{\displaystyle \operatorname {arsinh} :\mathbb {R} \to \mathbb {R} }
est définie à l'aide du sinus hyperbolique par :
{\displaystyle y=\operatorname {arsinh} x\quad \Longleftrightarrow \quad x=\sinh y}.

## Propriétés
Cette fonction est bijective et son image est {\displaystyle \mathbb {R} }. Elle est continue, impaire, strictement croissante, convexe sur {\displaystyle \mathbb {R} _{-}} et concave sur {\displaystyle \mathbb {R} _{+}}.
Sa valeur en 0 est 0 et sa limite en +∞ est +∞.
Elle est dérivable sur {\displaystyle \mathbb {R} } et sa dérivée est donnée par :
{\displaystyle \forall x\in \mathbb {R} \quad \operatorname {arsinh} 'x={\frac {1}{\sqrt {1+x^{2}}}}}.
Par conséquent, la fonction arsinh s'exprime à l'aide du logarithme népérien par :
{\displaystyle \forall x\in \mathbb {R} \quad \operatorname {arsinh} x=\ln \left(x+{\sqrt {1+x^{2}}}\right)}.